# Mariette Teisserenc
Pour les articles homonymes, voir Teisserenc.
Mariette Teisserenc, née Dessèvre le 5 mars 1940 à Grand-Couronne en Seine-Maritime, est une artiste peintre, plasticienne et graveuse française,. Elle est également connue sous les noms d’artiste « Teisse » ou « Teisse-renc ».
Formée au design graphique à l’École des Arts décoratifs de Düsseldorf,, elle renonce, dès 1978, à une carrière dans la publicité pour se consacrer à sa pratique artistique.
Peintre abstraite impliquée dans la cause des femmes artistes en France et à l’étranger,,,, son œuvre se caractérise par des formes épurées, la proéminence de la couleur noire et de la ligne, entre tensions et recherches d’équilibre.

## Biographie
Mariette Teisserenc naît Mariette Dessèvre le 5 mars 1940 à Grand-Couronne près de Rouen, en Haute-Normandie. Elle passe son enfance et fait ses études à Paris. C’est là qu’elle est initiée aux arts plastiques par l’artiste et enseignante, Magdeleine Mocquot (1910—1991).

### Düsseldorf
En 1963, elle s’installe en Sarre puis, s’établit à Düsseldorf (République Fédérale d’Allemagne). En 1967, elle s’inscrit à l’école des Arts décoratifs de Düsseldorf (Düsseldorfer Werkkunstschule),, renommée en 1971, Fachhochschule Düsseldorf. L’institution est dirigée par le graphiste, Kurt Herbert Wolff (1916–2003). Elle y suit les cours de la section de « Grafik Design » sous l’égide du professeur Heinz Kampmann-Hervest (1913–1985). Elle est récompensée en 1969 d’un 2e Prix du design graphique pour un logo de la société Henkel and Co GmbH (Düsseldorf, RFA) et en 1971 par un 1er Prix de la Société des Expositions Nord-Est-Allemande (Nordwestdeutsche Austellungsgesellschaft mbH (NOWEA)), Messe Düsseldorf.
Inspirée par des recherches calligraphiques, Mariette Teisserenc se tourne vers l’art abstrait. Elle met alors en place une approche qui influencera durablement son œuvre : « étudier le point de rencontre des formes, là où les tensions sont maximums ». Le Neue Ruhr Zeitung du 8 juin 1970 note à propos d'une exposition commune avec la peintre finlandaise, Maïkki Strömberg, au Consulat général de France à Düsseldorf, « Rythmen und Kompositionen : Bilder von Mariette Teisserenc und Maikki Strömberg » : « Mariette Teisserenc […] présente des gouaches en noir et blanc. Ses compositions, comme autant de silhouettes, s’articulent d’une tension à l’autre et suggèrent l’influence de Kandinsky. […] »,.

### La Mòstra del Larzac
L'artiste passe une partie de ses étés sur le Causse du Larzac dans l'Hérault. Elle y installe un atelier et profite des espaces pour réaliser des toiles de grandes dimensions.
L’été 1972 est l’occasion pour elle de participer pour la première fois à la « Mòstra del Larzac » (Les Infruts, commune de La Couvertoirade, Hérault). Ce lieu d’expositions et de débats, animé par l’intellectuel et militant occitaniste, Félix Castan (1920-2001), se renouvelle chaque été jusqu’au début des années 1990. Nombreux artistes y figurent tels que : Pierre Soulages (1919-2022),,, Albert Ayme (1921-2012),, Bernard Dufour (1922-2016), Michel Bertrand (1935-2009), Ben (Benjamin Vautier, 1935), ou encore, Claude Viallat (1936). En 1977, au nom de ses principes de décentralisation, l'organisateur décline une invitation du Centre Pompidou à exposer les artistes de la Mòstra à Paris.
L'été 1982 est un autre tournant pour Mariette Teisserenc : Félix Castan lui propose d’exposer un tableau de grandes dimensions. Un procédé s’impose à elle : concevoir son œuvre en accolant plusieurs toiles. Chacune est considérée seule ou comme un élément de l’œuvre total. L’artiste répétera le dispositif dans de nombreux travaux ultérieurs. Elle intitule le tableau La Mòstra et y incorpore des éléments de papier de soie acryliqués et des cordes.

### Art et Regard des Femmes

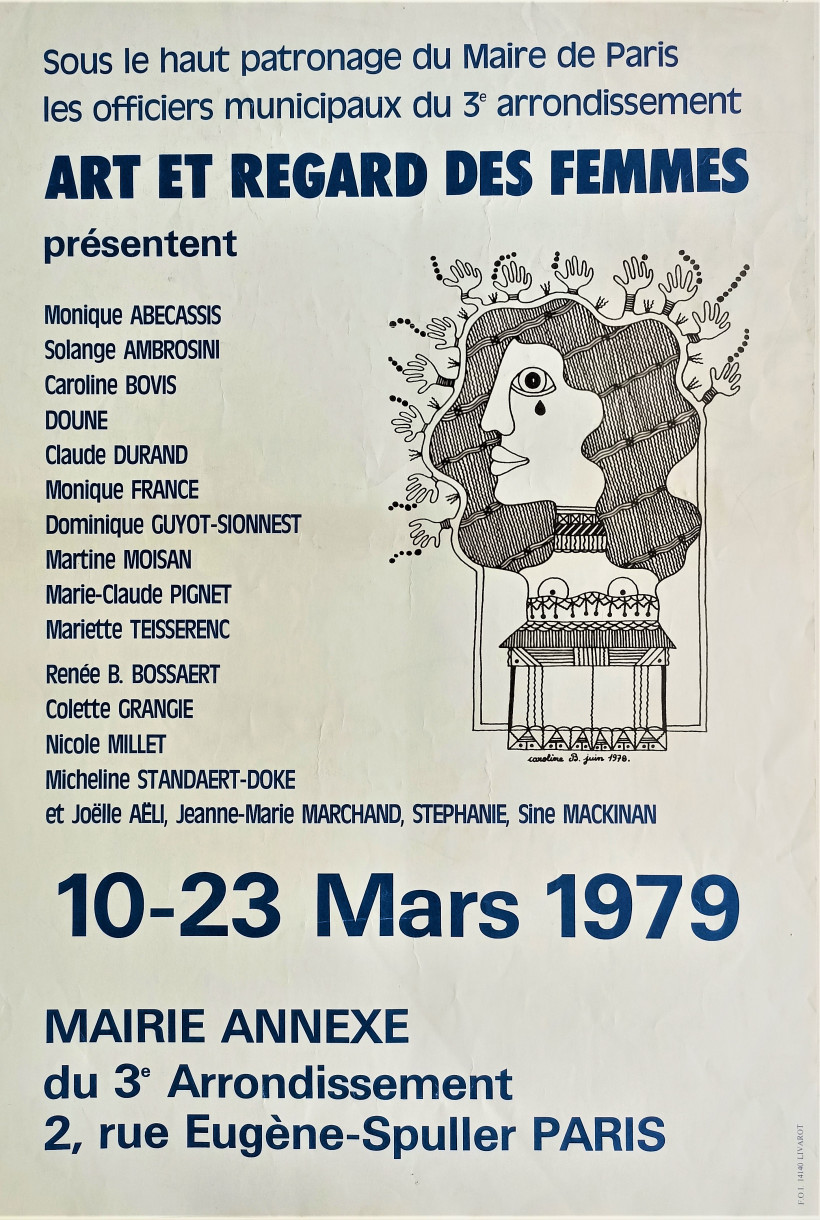
Art et Regard des Femmes, Affiche de l'Exposition à la Mairie du IIIe Arrondissement de Paris, 10-23/03/1979

En 1976, elle quitte définitivement Düsseldorf et rentre à Paris. C’est l’occasion de renouer avec des amies peintres et militantes de la cause des femmes artistes. L’expérience des expositions en Allemagne et sa carrière dans la publicité ont affermi sa détermination à améliorer la visibilité de son travail et celui de ses camarades femmes. L'artiste renonce définitivement à son métier de publicitaire en 1978. Commence alors, une période active en termes d’expositions.
Rapidement après sa création, Mariette Teisserenc rejoint le collectif Art et Regard des Femmes. Elle en assume la présidence dès 1980,,.

### Abstract 3 etTour of America
Mariette Teisserenc expose depuis mars 1982 au sein du Salon de la Jeune Peinture (33e édition). Pour sa première participation, elle rejoint le groupe « Figurations Actuelles » animé par l’artiste, Raul Ferreira-Rocha (1951). « A la demande de la Présidente, Concha Benedito (1936), je crée un premier groupe exclusivement consacré à l'Art abstrait. Pour ce faire, je me limite à deux artistes : la plasticienne américaine, Sheila Reid et la peintre hollandaise, Leny Aardse-Scholten (1944),. Nos œuvres respectives sont différentes et se complètent. Nous avons surtout un enthousiasme commun pour faire connaître notre démarche de femmes artistes et pour exposer à l’étranger. »
Le groupe «  Abstract 3  » est ainsi formé et figure en tête du catalogue du 34e Salon de la jeune Peinture (1983), Hommage au travail collectif,. Les trois artistes participent ensemble aux deux éditions suivantes du salon (1984 et 1985) puis exposent à deux reprises au Pays-Bas (Albrandswaard, et Apeldoorn)
De septembre à décembre 1986, elles organisent une exposition itinérante aux États-Unis, Tour of America,,,. Lisa Dennison (1953), alors Conservatrice-adjointe au Musée Guggenheim, écrit à propos de sa visite de l’exposition : « Les œuvres de Sheila Reid, Mariette Teisserenc et Leny Aardse sont innovantes de par leur technique et leur concept. Elles partagent en commun de nombreuses préoccupations artistiques tout en conservant leurs puissantes individualités. Comme un seul tout mais aussi l’une par rapport à l’autre, leurs œuvres sont un dialogue de tempéraments, de couleurs, de textures, d'échelles, de rythmes divers. Ce sont ces similitudes et ces différences qui donnent à l’ensemble une vitalité extraordinaire. En définitive, la volonté de ces artistes de partager leur travail avec un large public, de le rendre, en soi, vecteur de communication, est tout particulièrement appropriée à l'esprit qui réunit depuis le début ces trois femmes de nationalités diverses. Ce fut un privilège pour moi de connaître personnellement chaque artiste et de découvrir de première main leur travail si accompli ».

### Le Grand Nord canadien
L’intérêt de Mariette Teisserenc pour le Canada est multiple. Une exposition en particulier va le renforcer : « Paris-couleur-Montréal ». Organisée dans le cadre du 36e Salon de la Jeune Peinture (1985) à Paris, elle est un échange entre artistes français (tels que Mariette Teisserenc, Jean-Michel Correa (1958) ou encore Daniel Lacomme (1949)) et québécois (entre-autres, Laurent Bouchard (1931), Robert Deschênes (1950), Nycol Beaulieu (1951) ou Lili Richard (1938)). L’exposition s’exporte par la suite à Montréal (Maison de la Culture de Côte-des-Neiges) où Mariette Teisserenc fait la connaissance du collectionneur et future galeriste, Pierre Riverin (1942-2015). Cinq ans plus tard, s’ouvre à la galerie Riverin-Arlogos de Eastman (Québec) la première d’une longue série d'expositions,, : « TEISSE – Œuvres récentes de Mariette Teisserenc » (1990).
En 1996, l’artiste défend un projet de recherche « Autour du ‘Ulu’ et de sa pratique » devant l’Association Française d’Action Artistique (AFAA, Ministère des Affaires Étrangères) avec un soutien préalable du Ministère des Affaires autochtones et du Nord québécois. L’objectif est d’aller à la rencontre de communautés inuit isolées et d’étudier leur pratique d’un couteau traditionnel, le ‘Ulu’, dont l’usage est exclusivement réservé aux femmes. Elle s’embarque ainsi à destination de Inukjuak et Akulivik (Nunavik, Canada), où elle résidera pendant plusieurs semaines au sein de familles inuit. Mariette Teisserenc présente les résultats de ses recherches à la galerie Riverin-Arlogos : « Retour du Grand Nord, une artiste française chez les Inuit » (1998).

### La Communication de Dieu avec les hommes
Une œuvre monumentale se révèle particulièrement importante pour l’artiste : la conception de 12 vitraux pour l’église Saint-Pierre et Saint-Paul de Brûlon-sur-Sarthe (Pays de la Loire),,. « Parmi les quatre projets reçus qui ont été exposés à la mairie en octobre dernier, la population et le conseil municipal ont choisi, de manière anonyme, un projet aux lignes épurées. Il est l'œuvre de Mariette Teisserenc, peintre née à Paris [sic], [...]. Elle décide de participer [à ce concours], car trois années plus tôt, elle a suivi des cours sur l'art contemporain et le sacré [Institut d’Art Sacré (IAS), Institut Catholique de Paris (ICP)]. ‘C'est le moment de les mettre en pratique. Moi qui ne fais que de l'abstrait, je réalise un travail figuratif aux lignes épurées. Les détails distraient de l'essentiel.'[...] C'est une vraie collaboration avec Eric Boucher (maître-verrier de Seiches-sur-le-Loir), dans le choix des couleurs et du rendu de lumière en fonction de l'emplacement [...]. »
Mariette Teisserenc explique au sujet de cette réalisation : « Travailler pour des vitraux d’église n’est pas un travail neutre laissé au bon vouloir de l’artiste car cela touche l’Art et le Religieux. Je me suis tout d’abord longuement imprégnée de l’atmosphère des lieux dans l’idée de ce que demandait le cahier des charges, à savoir La Communication entre Dieu et les hommes. Comment la ressentir en moi et la faire sentir à travers mes vitraux dans cet espace très précisément ».

## Expositions

### Personnelles (liste partielle)

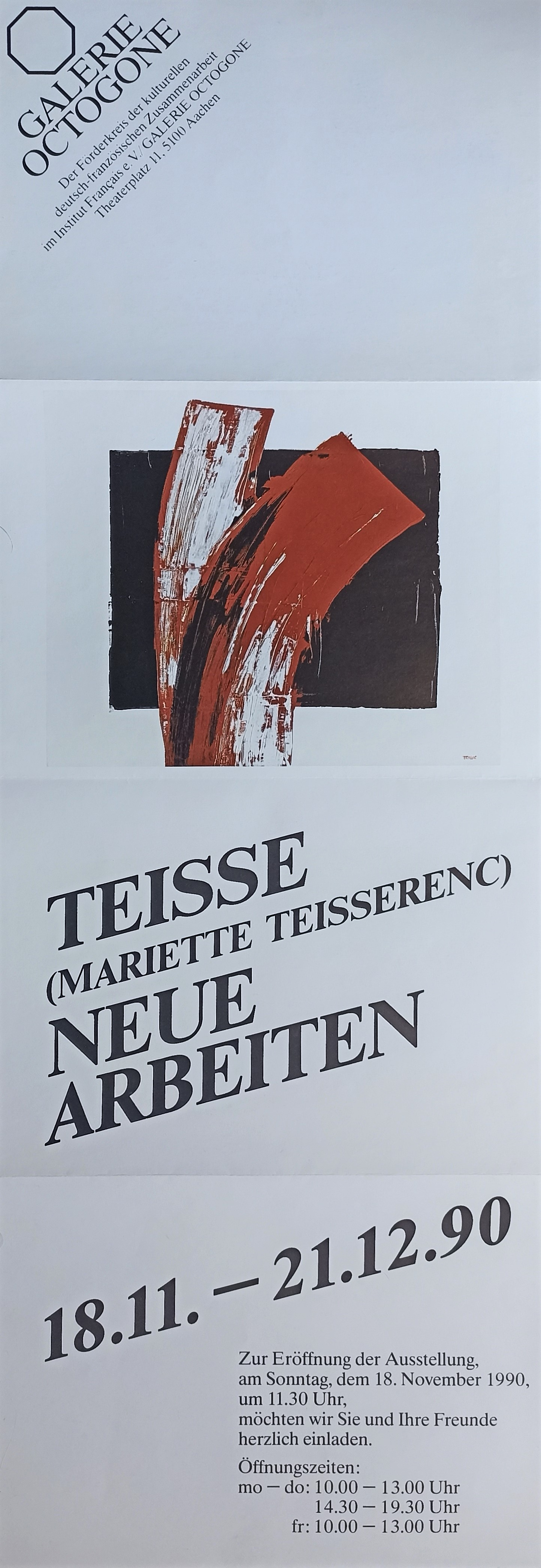
Affiche de l'exposition "TEISSE (Mariette Teisserenc) : Neue Arbeiten", Galerie Octogone 18/11-21/12/1990, Aix-la-Chappelle

- 1981 : « Mariette Teisserenc : toiles, dessins, pastels », De De Novum, Düsseldorf (Allemagne)
- 1987 : Mariette Teisserenc : Peintures (Art Majeur), Presse Club de France, Paris VIII (France)
- 1987 : Tour of America – Mariette Teisserenc, Frances Aronson Gallery, Atlanta (États-Unis)
- 1987 : Mariette Teisserenc's New Pantings, Anne Gazeau-Secret's residence, New York (États-Unis)
- 1987 : Mariette Teisserenc : New Works, CADME Gallery, Philadelphie (États-Unis)
- 1990 : Teisse Neue Arbeiten , Galerie Octogone, Aix-la-Chapelle (Allemagne)
- 1990 : Teisse, Galerie Riverin-Arlogos, Eastman (Canada)[44]
- 1992 : Élan vital, Résidence de la Consule générale de France, Cologny (Genève, Suisse)
- 1993 : Schilderijen van Mariëtte Teisse-renc, Teun Renes Galerij, Apeldoorn (Pays-Bas)
- 1994 : Mariette Teisserenc, Galerie Point Rouge, Paris VIII (France)
- 1996 : Volcans, Espace Municipal Pierre Laporte, Clermont-Ferrand (France)[50]
- 1998 : Retour du Grand Nord, une artiste française chez les Inuit, Galerie Riverin-Arlogos, Eastman (Canada)[41]
- 2003 : Retour au Québec, Galerie Riverin-Arlogos, Eastman (Canada)[42]
- 2005 : Nuit blanche, Piscine de la Butte-aux-Cailles, Paris XIII (France)
- 2011 : L’Équilibre du Point, Galerie Riverin-Arlogos, Eastman (Canada)

### Collectives (liste partielle)
- 1970 : Düsseldorfer Werkkunstschule, Château de Benrath, Düsseldorf (Allemagne)
- 1970 : Rythmen und Kompositionen : Bilder von Mariette Teisserenc und Maïkki Strömberg, Consulat Général de France, Düsseldorf (Allemagne)[12]
- 1972 : Fachhochschule Düsseldorf, Orangerie de Benrath, Düsseldorf (Allemagne)
- 1972 : Mòstra Del Larzac (5e édition), Les Infruts – La Couvertoirade (près Millau) (France)
- 1976 : Mòstra Del Larzac (9e édition : Le Beaubourg d'Occitanie), Les Infruts – La Couvertoirade (près Millau) (France)
- 1978 : Berufsverband Bildender Kunstler (BBK), Villa Engelhardt, Düsseldorf (France)
- 1978 : 35e Salon de l'Atelier de la Bucherie, Pavillon des Arts (Parc Floral), Paris (France)
- 1979 : Art et Regard des Femmes (peintures et sculptures), Marie du 3e, Paris (France)
- 1979 : Les Contemporains, Institut National de l'Audiovisuel (INA), Paris (France)
- 1979 : 95e Salon de l'Union des Femmes Peintres et Sculpteurs (UFPS), Musée du Luxembourg, Paris (France)[51]
- 1981 : Art postal, Mairie du 6e, Paris (France)
- 1981 : Jahresausstellung Düsseldorfer Künstler, Kunstpalast, Düsseldorf (Allemagne)[52]
- 1982 : International Festival of Woman Artists, Künstlerhaus Bethanien, Berlin (Allemagne)
- 1982 : Jeune Peinture (33e Salon), Grand Palais des Champs-Élysées, Paris (France)[25]
- 1983 : Art expo NY (Fondation Bilan de l’Art contemporain), Coliseum (Columbus Circle), New York (États-Unis)
- 1984 : 100e Salon de l’Union des Femmes Peintres et Sculpteurs (UFPS), Musée du Luxembourg, Paris (FR)[53]
- 1985 : Art Expo Tokyo (Fondation « Bilan de l’Art contemporain »), Laforet Museum, Tokyo (Japon)
- 1985 : Expositie: Mariette Teisserenc, Leny Aardse-Scholten, Sheila Reid, Centraal Beheer Kunstgalerij, Apeldoorn (Pays-Bas)
- 1985 : Schilderijen en objecten in gemengde techniek, Stichting Kasteel von Rhoon, Albrandswaard (près Rotterdam) (Pays-Bas)[33],[34]
- 1985 : Paris-couleur-Montréal (Jeune Peinture), Maison de la Culture de Côte-des-Neiges, Montréal (Canada)[32]
- 1986 : Tour of America – An Exhibition of Contemporary Art: Sheila Reid, Leny Aardse, Mariette Teisserenc, Artist Benita Berman's home, Bethesda (Maryland près Washington D.C., États-Unis)[35]
- 1986 : The Fine Arts Gallery (Université du Mississippi), Oxford (Mississippi, États-Unis)[36]
- 1986 : The Arts Council's Gallery, Spartanburg (Caroline du Sud, États-Unis)
- 1986 : The Cecilia Coker-Bell Gallery, Hartsville (Caroline du Sud, États-Unis)
- 1986 : Maier Museum of Art, Lynchburg (Virginie, États-Unis)[37]
- 1986 : Nexus Gallery, Philadelphie (Pennsylvanie, États-Unis)
- 1986 : Aspects de la Jeune Peinture Abstraite, Maison de la culture "Les Hauts de Belleville", Paris (France)[54]
- 1987 : Hommage à Iris Clert (Biennale des Femmes, DIALOGUE - UFPS – VENIZELOS), Grand Palais, Paris (France)[55]
- 1988:1re Biennale des Femmes (UFPS), Grand Palais des Champs-Élysées, Paris (France)[56]
- 1989 : Plages[57] (revue artistique) : Espaces de Création et d'Expression », Galerie Petit Pont, Strasbourg (France)[58]
- 1990 : Kontraste – Mariette Teisserenc (Malerin) und Peter Rübsam (Bildhauer), Fenster Galerie, Düsseldorf (Allemagne)
- 1991 : Mariëtte Teisse-Renc, schilderijen – Bob Froeling, sieraden, Teun Renes Galerij, Apeldoorn (Pays-Bas)[59],[60]
- 1993 : International Women Artists Exhibition (Alliance of Woman Artists), Grand Palais des Champs-Élysées, Paris (France)[61]
- 1994 : Par la grâce d'Eugène Kuntz, Galerie Petit Pont, Strasbourg (France)[28]
- 1996 : MAC 2000 : Manifestation d’Art Contemporain, Espace Eiffel-Branly, Paris (France)[62]
- 1999 : Ariane-Essor : Kuala Lumpur, Petronas Gallery, Kuala Lumpur (Malaisie)
- 2003 : Plages[57] [revue artistique]: Le numéro 100 de la revue », Galerie Weiller, Paris (France)
- 2004 : Silviane Léger et Mariette Teisserenc, Atelier S. Léger à Tourcoing (Lille, « Capital Européenne de la Culture » (France)
- 2006 : 23e semaine d'Art contemporain de Saint-Mandé (Hiroshi Harada, Nathalie Stern, Mariette Teisse-Renc et Simone Pheulpin), Centre culturel de Saint-Mandé (France)[63],[64]
- 2013 : Art en Capital (Salon Comparaisons), Grand Palais des Champs Élysées, Paris (France)
- 2015 : Les 30 ans de la Galerie Riverin-Arlogos : Mariette Teisse-Renc, Jean-Michel Correa, Daniel Lacomme, Galerie Riverin-Arlogos, Eastman (Canada)[39],[43],[65]
- 2021 : 37e Semaine d’Art Contemporain de Saint-Mandé, Saint-Mandé (Val-de-Marne, France)[66],[67]
- 2023 : De l’Apparence à l’Imaginaire (Salon Comparaisons, Art Capital), Grand Palais Ephémère, Paris (France)[68],[69]

### Performances
- 1982 : ISIS Recherche Plastique (Biennale d’Art contemporain), Centre G. Pompidou, Paris (France)[25]
- 1983 : Syzygie (35e Salon de la Jeune Peinture), Grand Palais des Champs Élysées, Paris (France)[29]
- 1984 : Syzygie (Deutsch-Französischen Kulturmarkt-Kunstlertreffen), Kulturamt, Mettmann (près de Düsseldorf) (Allemagne)[31],[70]
- 1984 : Syzygie, AKRAKAS Center, Paris (France)

## Œuvres

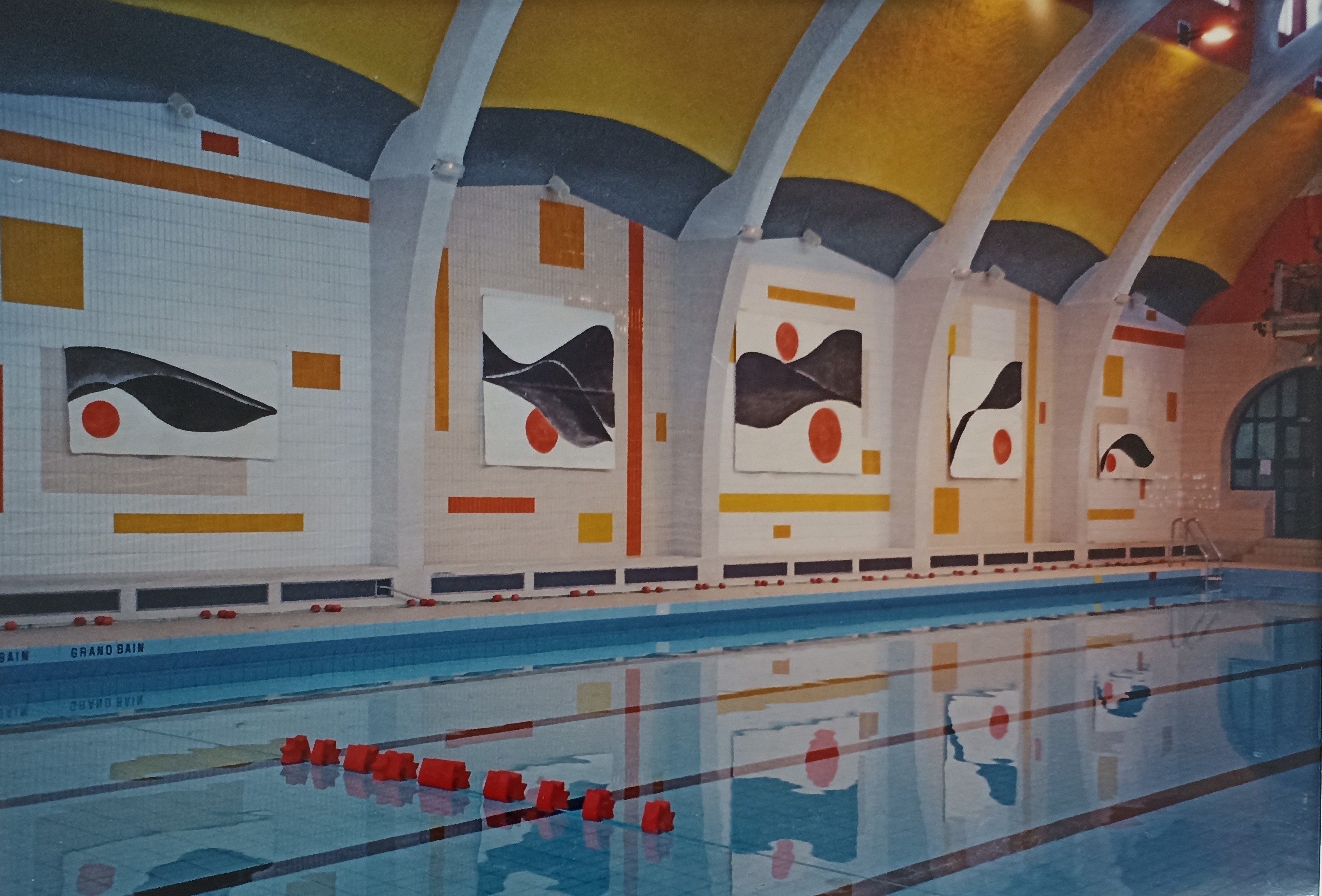
Mariette Teisse-Renc, Nuit Blanche de Paris, Piscine de la Butte-aux-Cailles, 2/10/2004.

- La Communication de Dieu avec les hommes (Église Saint-Pierre et Saint-Paul de Brûlon, Sarthe), 2011-2012, 12 vitraux[49]
- Sans titre (œuvre monumentale réalisée pour la Nuit Blanche de la Ville de Paris, 2/10/2004, Piscine de la Butte-aux-Cailles, Paris), 2004, acrylique (5 éléments)[71]
- La Mòstra, 1983, technique mixte (acrylique, papier de soir, cordes)
- Sans titre (ou « Faut-il enfermer les fous ? » commande réalisée dans le cadre du projet « Autour de la folie » de l'asbl. « Le Cheval Bleu », Paris), 1983, technique mixte (texte imprimé sur papier calque, tissus, cordes)[29],[72],[73]
- Liens - Entre la vie et la mort, 1981, technique mixte (toile de lin, peinture vinylique, acrylique, cordes)
- Sans titre (série Arbres), 1978, huile sur toile
- Sans titre (d'après détail de tuyaux d'usine), 1973, gouache sur papier
- B1(2) 70 (d'après étude calligraphique), 1970, gouache sur papier